# Madentéré
Madentéré (ou Mendemtere) est une localité du Cameroun située dans l'arrondissement de Meri, le département du Diamaré et la région de l’Extrême-Nord. Elle fait partie du canton de Mambang.

## Population
Madentéré désigne en réalité trois villages proches :
- Madentéré Guiziga (ou Mendemtere Guiziga) comptait 136 habitants en 1974, des Guiziga[2], puis 379 lors du recensement de 2005[1].
- Madentéré Moufou I (ou Mendemtere Moufou I) en comptait 89 en 1974, des Moufou[2], puis 168 en 2005[1].
- Madentéré Moufou II (ou Mendemtere Moufou II) en comptait 40 en 1974, des Moufou[2], puis 77 en 2005[1].